# Олхинское муниципальное образование
Олхинское муниципальное образование — муниципальное образование со статусом сельского поселения в 
Шелеховском районе Иркутской области России. Административный центр — Олха.

## Демография
По результатам Всероссийской переписи населения 2010 года 
численность населения муниципального образования составила 1835 человек.

## Населенные пункты
В состав муниципального образования входят населенные пункты
- Олха
- Дачная
- Летняя[2]